# Llista de topònims de Molig
Llista de topònims (noms propis de lloc) de Molig (Conflent).
Informació actualitzada per un bot. Els canvis manuals es perdran quan s'actualitzi!

## castell
| imatge | Nom              | Ubicat a | instància de    | Detalls | coordenades                                                         | Protecció | Commons (més fotos) | Dades a WD                    |
| ------ | ---------------- | -------- | --------------- | ------- | ------------------------------------------------------------------- | --------- | ------------------- | ----------------------------- |
|        | castell de Molig | Molig    | castell         |         | 42° 39′ 39″ N, 2° 23′ 12″ E / 42.660833°N,2.386667°E 601.4 msnm     |           |                     | Modifica les dades a Wikidata |
|        | castell de Riell | Molig    | castell château |         | 42° 38′ 50″ N, 2° 23′ 13″ E / 42.64722222°N,2.38694444°E 528.8 msnm |           |                     | Modifica les dades a Wikidata |

## dolmen
| imatge | Nom                          | Ubicat a  | instància de | Detalls               | coordenades | Protecció | Commons (més fotos)      | Dades a WD                    |
| ------ | ---------------------------- | --------- | ------------ | --------------------- | --- | --------- | ------------------------ | ----------------------------- |
|        | Dolmen de Sant Ponci         | Molig     | dolmen       |                       | 42° 39′ 32″ N, 2° 24′ 30″ E / 42.658944444444°N,2.4083611111111°E 805 msnm                                                                              |           | Dolmen de Sant Ponci     | Modifica les dades a Wikidata |
|        | Dolmen de la Bressa          | Molig     | dolmen       | Anomenat per: bressol | No/unknown value 42° 40′ 28″ N, 2° 23′ 03″ E / 42.67440833333333°N,2.384263888888889°E 42° 40′ 28″ N, 2° 23′ 03″ E / 42.674408°N,2.384264°E 1043.7 msnm |           |                          | Modifica les dades a Wikidata |
|        | Dolmen de la Pineda          | Molig     | dolmen       |                       | 42° 40′ 37″ N, 2° 22′ 37″ E / 42.67698611°N,2.3769°E 1092.3 msnm                                                                                        |           |                          | Modifica les dades a Wikidata |
|        | Dolmen de la Portella        | Molig     | dolmen       |                       | 42° 40′ 27″ N, 2° 23′ 10″ E / 42.67418333°N,2.38620556°E 1057.7 msnm                                                                                    |           |                          | Modifica les dades a Wikidata |
|        | Dolmen del Pla de l'Arca     | Molig     | dolmen       |                       | 42° 40′ 23″ N, 2° 24′ 02″ E / 42.672972222222°N,2.4004166666667°E 1017 msnm                                                                             |           |                          | Modifica les dades a Wikidata |
|        | dolmen de la Pineda          | Molig     | dolmen       |                       | No/unknown value |           |                          | Modifica les dades a Wikidata |
|        | dolmen de la Portella        | Molig     | dolmen       |                       | No/unknown value |           |                          | Modifica les dades a Wikidata |
|        | dolmen del Coll del Trivi    | Eus Molig | dolmen       |                       | 42° 40′ 28″ N, 2° 26′ 22″ E / 42.67441667°N,2.43947222°E 944 msnm                                                                                       |           |                          | Modifica les dades a Wikidata |
|        | dolmen of the Coll del Tribe | Molig     | dolmen       |                       | 42° 40′ 44″ N, 2° 24′ 34″ E / 42.678916666667°N,2.4095555555556°E                                                                                       |           | Dolmen du Coll del Tribe | Modifica les dades a Wikidata |

## port de muntanya
| imatge | Nom               | Ubicat a     | instància de     | Detalls | coordenades                                                           | Protecció | Commons (més fotos) | Dades a WD                    |
| ------ | ----------------- | ------------ | ---------------- | ------- | --------------------------------------------------------------------- | --------- | ------------------- | ----------------------------- |
|        | Coll de la Gotina | Molig Sornià | port de muntanya |         | 42° 41′ 16″ N, 2° 22′ 40″ E / 42.687808333333°N,2.37775°E 1218.2 msnm |           |                     | Modifica les dades a Wikidata |
|        | Coll de la Maria  | Eus Molig    | port de muntanya |         | 42° 39′ 34″ N, 2° 24′ 56″ E / 42.659533°N,2.415558°E 1218.2 msnm      |           |                     | Modifica les dades a Wikidata |

## Misc
| imatge | Nom                                         | Ubicat a                    | instància de                              | Detalls                                             | coordenades | Protecció | Commons (més fotos)                                   | Dades a WD                    |
| ------ | ------------------------------------------- | --------------------------- | ----------------------------------------- | --------------------------------------------------- | --- | --------- | ----------------------------------------------------- | ----------------------------- |
|        | Banys de Molig                              | Molig                       | edifici                                   |                                                     | 42° 38′ 46″ N, 2° 23′ 13″ E / 42.646111°N,2.386944°E 602.7 msnm                                                            |           |                                                       | Modifica les dades a Wikidata |
|        | Castellana                                  | Mosset Campome Molig Catllà | riu                                       | Desemboca: Tet Llarg: 27km                          | 42° 39′ 25″ N, 2° 11′ 40″ E / 42.656819°N,2.194544°E 42° 37′ 54″ N, 2° 25′ 45″ E / 42.631606°N,2.429222°E                  |           | Castellane (Têt)                                      | Modifica les dades a Wikidata |
|        | Mare de Déu dels Socors dels Banys de Molig | Molig                       | capella                                   |                                                     | 42° 38′ 49″ N, 2° 23′ 15″ E / 42.64688889°N,2.38748889°E 509.7 msnm                                                        |           | Chapelle Notre-Dame-du-Bon-Secours (Molitg-les-Bains) | Modifica les dades a Wikidata |
|        | Puig Simon                                  | Molig                       | muntanya                                  |                                                     | 42° 38′ 47″ N, 2° 23′ 47″ E / 42.646444444444°N,2.396525°E 601.8 msnm                                                      |           |                                                       | Modifica les dades a Wikidata |
|        | Santa Maria de Molig                        | Molig                       | església                                  | Estil: arquitectura romànica Dedicat a: Verge Maria | 42° 39′ 12″ N, 2° 23′ 16″ E / 42.6533°N,2.38791°E 605.3 msnm                                                               |           | Église Sainte-Marie de Molitg-les-Bains               | Modifica les dades a Wikidata |
|        | casa de la vila de Molig                    | Molig                       | instal·lació Ús: seu del govern local     |                                                     | 42° 39′ 05″ N, 2° 23′ 16″ E / 42.6514078534926°N,2.38773343920751°E fr:5 CARRETERA DEL COLL DE JAU, 66500 MOLITG-LES-BAINS |           |                                                       | Modifica les dades a Wikidata |
|        | cementiri de Molig                          | Molig                       | cementiri                                 |                                                     | 42° 38′ 52″ N, 2° 23′ 28″ E / 42.6478°N,2.3911°E                                                                           |           |                                                       | Modifica les dades a Wikidata |
|        | château de Paracolls                        | Molig                       | château                                   |                                                     | |           |                                                       | Modifica les dades a Wikidata |
|        | refugi del Callau                           | Molig                       | instal·lació esportiva refugi de muntanya |                                                     | 42° 40′ 18″ N, 2° 15′ 05″ E / 42.67167°N,2.25139°E fr:REFUGE DE CAILLAU MOSSET 66500 Molitg-les-Bains                      |           |                                                       | Modifica les dades a Wikidata |